# Contea di Haiyan (Qinghai)
La contea di Haiyan (海晏县S, Hǎiyàn XiànP) è una contea della Cina, situata nella provincia di Qinghai e amministrata dalla prefettura autonoma tibetana di Haibei.